# Eleanor Holmová
Eleanor Holmová (6. prosince 1913, New York — 31. ledna 2004, Miami) byla americká reprezentantka v plavání.

## Život

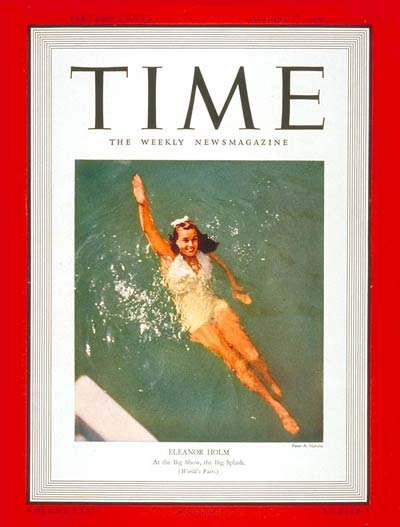
Eleanor Holmová na obálce časopisu Time z 21. srpna 1939

### Mládí a kariéra
Narodila se v Brooklynu v New Yorku jako nejmladší ze sedmi dětí hasiče Franklina Holma a jeho ženy Charlotte Holmové (rodným jménem Longová). Již v dětství se naučila dobře plavat a už ve 13 letech získala titul mystrině USA. Brzy poté byla vybrána, aby soutěžila na Letních olympijských hrách v roce 1928, kde skončila pátá ve 100 metrech znaku. Mimo svou specializaci však vyhrála například závod na 300 yardů. V červnu 1932 se jí před další olympiádou podařilo dokonce neoficiálně překonat dva světové rekordy ve dvou závodech čímž upoutala pozornost i široké veřejnosti.

V roce 1932, v 19 letech, se vydala do Los Angeles na svou druhou Olympiádu, kde ve 100 metrech znaku vyhrála a druhou Bonny Mealingovou z Austrálie porazila o téměř 2 sekundy. V Los Angeles získala také pozornost filmového studia Warner Bros. a netrvalo ani dva týdny a šéf studia Jack Warner s ní uzavřel sedmiletou smlouvu. Brzy začala docházet na lekce herectví a s režisérem Mervynem LeRoyem natočila pár krátkých snímků. Toho roku se také stala jednou z WAMPAS Baby Stars (každoročně udělované ocenění pro 13 mladých a nadějných hereček).
„Je to legrační, ale nikdy jsem neměla žádné ambice stát se herečkou. Jediné, co jsem kdy chtěla, bylo vyhrát olympiádu.“
Po devíti měsících však studio opustila.
V roce 1933 se při tréninku v hotelu Ambassador seznámila se zpěvákem Arthurem Jarettem a brzy po svatbě se k němu přidala při jeho vystoupeních v nočních klubech a začala s ním cestovat po celé zemi. I během tohoto turné nadále trénovala na další olympiádu v roce 1936. Čím dál větší sláva jí však stoupla do hlavy a na to těsně před zahájením olympiády v Berlíně doplatila. Před vyplutím parníku SS Manhattan, kterým celý olympijský výbor cestoval, odmítla ubytování společně s ostatními sportovci a pokusila se koupit vlastní lístek do první třídy. To však vedení výboru zamítlo a tak byla donucena bydlet a stravovat se s ostatními. Většinu času však trávila se svými přáteli z vyšších tříd a s novináři. Po jednom z večírků se vrátila do kajuty velmi pozdě a hodně opilá. Za porušení zákazu požívání alkoholických nápojů ji vedoucí výpravy Avery Brundage následujícího dne z týmu vyloučil. V Berlíně proto výkony svých kolegů pouze pozorovala, ale návštěvu využila i k dalším schůzkám s vlivnými lidmi včetně nacistické elity.
Po návratu do Spojených států pokračovala v turné se svým manželem a v roce 1937 se představila také jako akvabela v Broadwayské show Aquacade Billyho Rose. Během účinkování v Aquacade se do Billyho Rose zamilovala a i přesto, že byl ženatý se rozhodli, že se vezmou. Vzali se nakonec o dva roky později a brzy po svatbě se Eleanor rozhodla ukončit svou plaveckou kariéru. V roce 1938 také natočila svůj jediný celovečerní film Tarzan's Revenge, kde se objevila v roli Jane po boku Tarzana, kterého hrál desetibojař Glenn Morris.

### Pozdější léta
Po svatbě se s Billym Rosem usadila na Manhattanu a společně koupili také velké sídlo v Mount Kisco. Jejich manželství bylo zpočátku šťastné, ale kvůli Roseho nevěře se Eleanor nechala po šesti letech manželství rozvést. Celý proces se stal senzací a byl nazván jako „válka růží“. O několik měsíců později se Eleanor provdala za naftařského magnáta Thomase Josepha Whalena, se kterým zůstala až do jeho smrti v roce 1986. Ze žádného ze tří manželství nevzešly žádné děti.
Eleanor Holmová zemřela na selhání ledvin v nemocnici v Miami na Floridě ve věku devadesáti let.

## Zajímavosti
- V roce 1966 byla uvedena do Mezinárodní plavecké síně slávy (International Swimming Hall of Fame).
- Ve filmu Funny Lady z roku 1975 o slavné zpěvačce a manželce Billyho Rose Fanny Briceové ztvárnila Eleanor Holmovou plavkyně Heidi O'Rourke.